# Pelusios castaneus
Pelusios castaneus és una espècie de tortuga de la família dels pelomedúsids. Viu a Madagascar, Malawi, Moçambic, les Seychelles, Sud-àfrica i Tanzània.